# Aaron ben Meir de Brest
Aaron ben Meir de Brest fue un rabino bielorruso nacido en 1750 en la ciudad de Brest-Litovsk, en Bielorrusia, entonces parte del Imperio ruso, Meir falleció allí el 3 de noviembre de 1807. Aaron ben Meir de Brest fue un descendiente de la familia Katzenellenbogen-Padua, y recibió su instrucción rabínica del rabino Eliezer Kolir, un practicante del pilpul, un conocido método de estudio del Talmud de Babilonia, y autor de cierto número de obras rabínicas. Aaron ben Meir llevó el método del pilpul a sus últimas consecuencias, y fue el autor de la obra Minjat Aharon (la ofrenda de Aarón) (1792), una obra que contiene las glosas del tratado talmúdico Sanedrín. Al final de la obra hay un apéndice llamado Minjat Belulá que contiene responsa rabínica y comentarios sobre el sagrado Talmud. Parte de esa responsa rabínica se puede encontrar en la obra Mekor Mayim Hayim (1836), una obra de su nieto, Jacob Meir de Padua. El padre de Aaron fue uno de los líderes de la comunidad judía de Brest-Litovsk, y su firma se encuentra en una carta enviada en 1752 por esa comunidad a Jonathan Eybeschütz.